# ホビットデー

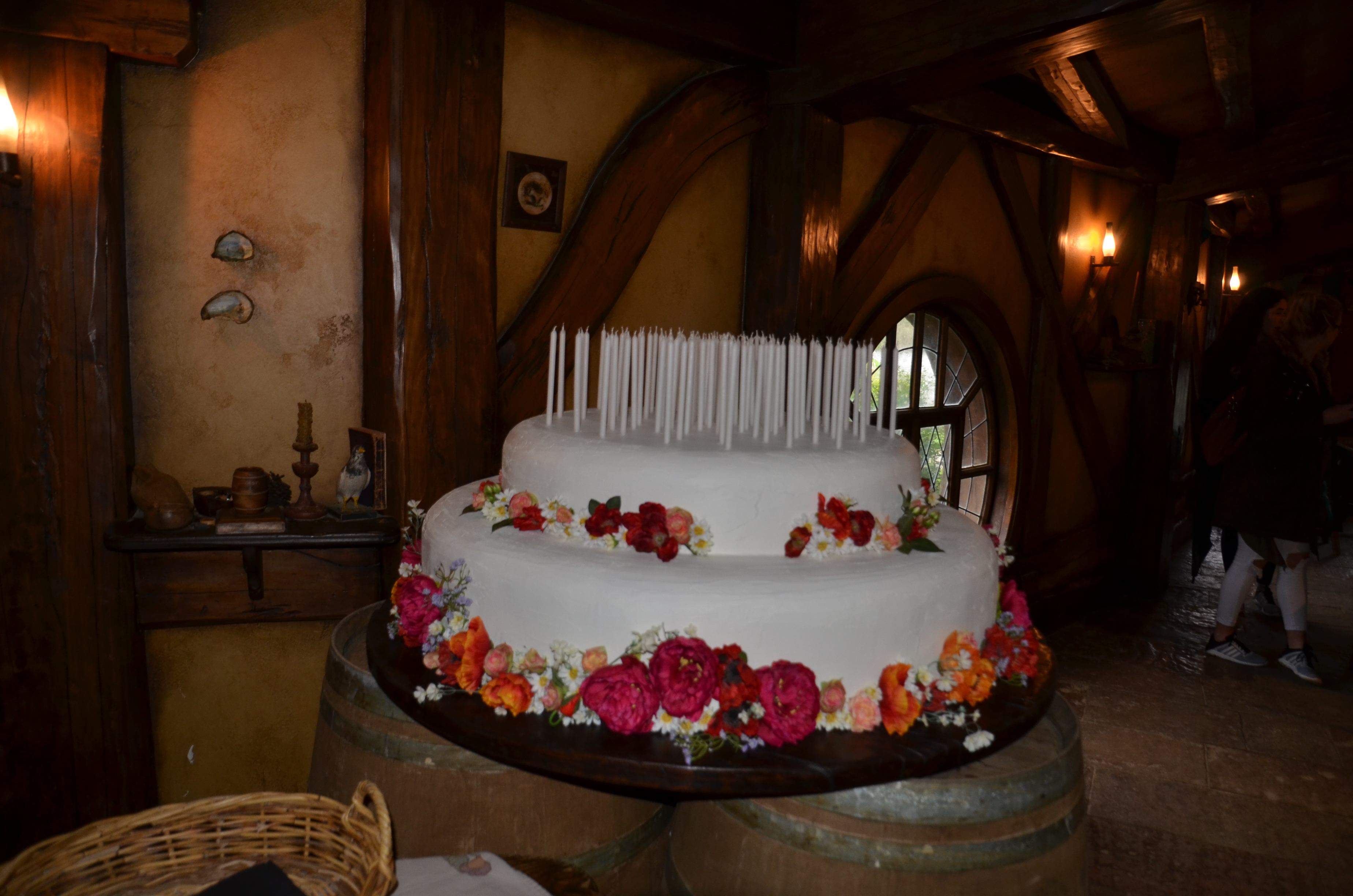
ニュージーランドのホビトン・ムービーセットにある緑竜館（Green Dragon Tavern）に置かれたホビットデーを祝うケーキ。2016年

ホビットデー（英語: Hobbit Day）または国際ホビットデー（英語: International Hobbit Day）は、J・R・R・トールキンの人気作品「ホビットの冒険」と「指輪物語」の登場人物、ビルボ・バギンズとフロド・バギンズの誕生日である9月22日を指す。作品の設定によれば、ビルボは第三紀2890年（ホビット庄暦1290年）、フロドは第三紀2968年（ホビット庄暦1368年）に生まれている。
ホビットデーがある週はトールキンウィーク（Tolkien Week）と呼ばれている。

## 原作における9月22日
指輪物語の第一作『旅の仲間』の第一章「待ちに待った誕生祝い」では、9月22日にビルボの111歳の誕生日を祝う宴会が描かれる。宴会では食事に歌や踊り、花火などが行われた。その後、指輪物語追補編によれば、「ホビット庄民が、三月二五日、もしくは九月二二日を祝ったという記録はないが、西四が一の庄、とりわけホビット村のお山の周りでは、お天気さえよければ、四月の六日を休日とし、誕生祝いの丘でダンスをするの習慣が次第に根づいていった」。しかしゴンドールでは「フロドを記念して、かれの誕生日である旧歴法の九月二二日に当たるヤヴェンニエの三〇日が祝日とされた。そして閏年には、この祝日が二日になり、コルマレCormarëすなわち指輪の日と呼ばれた」。

## ホビットデー
1978年にアメリカトールキン協会（American Tolkien Society）ホビットデーとトールキンウィークを提唱した。なお同協会はその前から「ホビットデー」があったことを認めている
指輪物語追補編にある通りホビット庄暦はグレゴリオ暦と一致しておらず、ビルボとフロドのグレゴリオ暦における正確な誕生日は9月12日から14日の間となる。このため、いつをホビットデーとするかには議論もある。
ホビットデーには、トールキンファンがホビットをまねて宴会を行ったり、一日中裸足で過ごしたり、トールキンの作品への関心を高めるため、展示やイベントを開催する学校や図書館もある。